# Jorge Valdano
Jorge Alberto Francisco Valdano Castellanos, född 4 oktober 1955 i Las Parejas, Santa Fé, är en argentinsk före detta fotbollsspelare och fotbollstränare. Valdano började spela för Rosario-klubben Newell's Old Boys som sextonåring. År 1972, som sjuttonåring, blev han uttagen till det argentinska landslaget. 
Under sin karriär spelade han totalt 22 matcher för Argentina och gjorde sju mål, varav fyra i VM-slutspelet 1986, inkluderande ett mål i finalen. Han deltog även i VM 1982 men missade en stor del av turneringen på grund av skada.

## Spelarkarriär
År 1975 flyttade Valdano från Newell's Old Boys till Deportivo Alavés som spelade i spanska andradivisionen Segunda División. Han stannade i Alavés till år 1979 då han flyttade till Real Zaragoza, som spelade i högstadivisionen, och sedan till storklubben Real Madrid år 1984. Han var med och vann Uefacupen med Real Madrid år 1985 och 1986. Han gjorde mål i båda finalerna. Snart valde han dock att lägga skorna på hyllan, då han drabbats av hepatit (leverinflammation). Han blev istället sportkommentator och tränare för Real Madrids ungdomslag, juvenil.

## Tränarkarriär
Säsongen 1991/1992 var Valdano tränare för klubben CD Tenerife vilken han hjälpte undvika nedflyttning och dessutom kvalificerade för spel i Uefacupen säsongen därpå. Han återvände sedan till Real Madrid som tränare och vann ligatiteln säsongen 1994/1995. Slutligen var han tränare för Valencia säsongen 1996/1997 innan han blev Real Madrids sportdirektör tills sin avgång i juni 2005. I juni 2009 kom han tillbaka till Real Madrid som sportchef och medhjälpare till klubbens nygamle president Florentino Pérez.

## Titlar
- 1974 - Primera División de Argentina (Newell's Old Boys)
- 1985 - Copa de la Liga (Real Madrid)
- 1985 - Uefacupen (Real Madrid)
- 1986 - La Liga (Real Madrid)
- 1986 - Uefacupen (Real Madrid)
- 1986 - Fotbolls-VM 1986 (Argentina)
- 1987 - La Liga (Real Madrid)

- 1995 - La Liga, som tränare i Real Madrid